# Анатидаєфобія
Анатидаєфобія або Анатидаефобія (англ. Anatidaephobia — походить від грецького слова «anatidae», що означає «качка, гусак або лебідь» і «phobos», що означає «страх») — вигадана Гарі Ларсоном у 1988 році фобія, що визначається як страх, що за вами спостерігає качка де б ви не були.

## Історія
Анатидаєфобія з коміксу «Far Side» (укр. Далекий Бік) Гарі Ларсона, який визначив її як:
«Страх, що десь, якась, качка спостерігає за тобою.»
Визначення супроводжувалося комічною ілюстрацією, що зображувала чоловіка, що знаходиться один у своєму кабінеті, а качка спостерігає за ним з вулиці.
«Фобія» повинна була проілюструвати те, що будь-який предмет може стати джерелом страху.
З того часу, як Ларсон вперше ввів це поняття, концепція фобії пробилася в народну свідомість і тепер часто подається як реальний тип фобії. Швидкий пошук в Інтернеті виявляє велику кількість вебсайтів, які представляють фобію як реальну.
Анатидаєфобія вигадана фобія, але це не означає, що страх перед качками або гусками неможливий. Страх перед птахами, або орнітофобія, є цілком реальною специфічною фобією. Насправді власне страх перед качками та гусками характеризували б як форму орнітофобії, яка в свою чергу є формою зоофобії.